# Bensdorf
Bensdorf è un comune di 1 273 abitanti del Brandeburgo, in Germania.

Appartiene al circondario di Potsdam-Mittelmark ed è parte della comunità amministrativa di Wusterwitz.

## Geografia antropica

### Suddivisioni amministrative
Il territorio comunale comprende 6 centri abitati (Ortsteil):
- Altbensdorf
- Neubensdorf
- Herrenhölzer
- Vehlen
- Woltersdorf